# Drzewołaz karłowaty
Drzewołaz karłowaty (Oophaga pumilio) – gatunek płaza bezogonowego z rodziny drzewołazowatych (Dendrobatidae).

## Zasięg występowania
Występuje w Ameryce Centralnej – w Nikaragui, Kostaryce i Panamie. 

## Budowa ciała
Osiąga długość 25 mm. Jest najmniejszym z drzewołazów. 
Ubarwienie grzbietowej strony ciała jest jaskrawoczerwone z czarnymi kropkami, kończyny zaś są niebieskoczarne.

## Biologia i ekologia
Występuje w wilgotnych lasach tropikalnych, gdzie spotykany jest na ziemi i na drzewach. 
Zjada niewielkie owady i pająki a także mechowce, z których pozyskuje alkaloidy do produkcji trucizny.
Samica składa 4 do 6 jaj. Żyje od 1 do 3 lat.